# Lợn đen Nhỏ
Lợn đen Nhỏ, còn được gọi với cái tên khác là lợn Suffolk là một giống lợn nhà có nguồn gốc từ Vương quốc Anh trong thế kỷ XIX. Nó bây giờ đã tuyệt chủng.

## Lịch sử
Nguồn gốc của giống lợn này là không chắc chắn, nhưng nó được cho là đã được tạo ra thông qua việc lai giống lợn Essex với giống ngoại quốc trong một nỗ lực để 'cải thiện' nó. Một đàn lợn Neapolitan thuộc về Charles Western, Nam tước thứ Nhất của Western có thể đã đóng góp vào việc bổ sung vào nguồn gen giống lợn này, với nhiều công việc chăn nuôi được thực hiện bởi Thomas Crisp của Tu viện Butley, Wickham Market, vào giữa thế kỷ 19. Lợn đen Nhỏ được cho là gần giống với Lợn trắng Nhỏ, ban đầu là giống Yorkshire, ngoại trừ màu sắc, giống như Lợn trắng Nhỏ, đôi tai giống lợn này thô kệch, kích thước nhỏ và mõm mũi ngắn, là một đặc điểm ngoại hình xuất phát từ giống lợn nhập khẩu, Lợn Trung Quốc.
Lợn đen Nhỏ cũng thường được biết đến với cái tên Lợn Suffolk, Lợn Suffolk Cải tiến hoặc Lợn đen Suffolk, mặc dù một giống lợn trắng nhỏ hơn và không liên quan cũng được biết đến là Lợn Suffolk.
Lợn đen Nhỏ dường như đã có một danh tiếng khá hỗn tạp giữa các nhà nông nghiệp. Đến thế kỷ 20 nó đã suy giảm do lợi ích chăn nuôi giống lợn này bị suy giảmvà các giống được cho là có "một thể chất tinh tế" và "một tỷ lệ phần trăm quá lớn của mỡ", mặc dù giống lợn này trưởng thành nhanh hơn so với các giống khác.
Giống lợn này dường như đã biến mất vào đầu thế kỷ 20, khi nó cuối cùng đã được sáp nhập vào giống Lợn đen Lớn.